# داميانو زينوني
داميانو زينوني (بالإيطالية: Damiano Zenoni)‏ (مواليد 23 أبريل 1977 في تريتشوري بانياريو - إيطاليا) لاعب كرة قدم إيطالي يلعب حاليا لصالح نادي الدرجة الأولى بارما الإيطالي منذ 2007 في مركز الظهير الأيمن كما يجيد اللعب في مركز الوسط الأيمن .

## روابط خارجية
- داميانو زينوني على موقع الاتحاد الأوربي (الإنجليزية)
- داميانو زينوني على موقع قاعدة بيانات كرة القدم.إي يو (الإنجليزية)
- داميانو زينوني على موقع ناشيونال فوتبول تيمز (الإنجليزية)
- داميانو زينوني على موقع كووورة